# Vitstrupig frötangara
Vitstrupig frötangara (Sporophila albogularis) är en fågel i familjen tangaror inom ordningen tättingar.

## Utseende
Vitstrupig frötangara är en liten finkliknande tangara med relativt kraftig näbb. Hanen har vitt på strupen som når ut på halssidan, ett svart bröstband och gråsvart ovansida. Den stora näbben är gul och på vingen syns en vit fläck. Honan är anspråkslöst tecknad, med olivbrun ovansida och beigefärgad undersida.

## Utbredning och systematik
Fågeln förekommer i nordöstra Brasilien (Piauí och Pernambuco till norra Bahia). Den behandlas som monotypisk, det vill säga att den inte delas in i några underarter.

### Familjetillhörighet
Liksom andra finkliknande tangaror placerades denna art tidigare i familjen Emberizidae. Genetiska studier visar dock att den är en del av tangarorna.

## Levnadssätt
Vitstrupig frötangara hittas i buskig savann, torra öppna skogslandskap och intilliggande öppna områden. Den ses ofta tillsammans med andra frötangaror.

## Status
Arten har ett stort utbredningsområde och beståndet anses stabilt. Internationella naturvårdsunionen IUCN listar den därför som livskraftig (LC).